# Xanh da trời Maya
Xanh da trời Maya (tiếng Tây Ban Nha: azul maya) là một chất màu xanh da trời độc đáo được tạo ra trong các nền văn hóa Trung Bộ châu Mỹ thời kỳ tiền Colombo, như Maya và Aztec.

## Sản xuất
Sắc tố xanh Maya là hỗn hợp các thành phần hữu cơ và vô cơ, chủ yếu là thuốc nhuộm chàm có nguồn gốc từ lá của các cây anil (Indigofera suffruticosa) kết hợp với palygorskite, một loại đất sét tự nhiên không được người ta biết đến đã tồn tại trong các mỏ phong phú ở Trung Bộ châu Mỹ. Dấu vệt với lượng nhỏ hơn của các chất phụ gia khoáng khác cũng đã được xác định.